# Gilroy
Gilroy – miasto w Stanach Zjednoczonych w stanie Kalifornia, w hrabstwie Santa Clara, miasto zamieszkuje 48,821 osób (2010), w mieście odbywa się coroczny Festiwal Czosnku (Garlic Festival), oficjalne motto miasta brzmi Czosnkowa stolica świata (Garlic Capital of the World).